# 6965 Niyodogawa
6965 Niyodogawa este un asteroid din centura principală de asteroizi.

## Descriere
6965 Niyodogawa este un asteroid din centura principală de asteroizi. A fost descoperit pe 11 noiembrie 1990 la Geisei de Tsutomu Seki. El prezintă o orbită caracterizată de o semiaxă mare de 2,48 ua, o excentricitate de 0,01 și o înclinație de 6,1° în raport cu ecliptica.